# Fèlix Astol i Artés
Fèlix Astol i Artés (Reus, 9 d'octubre del 1813 - Mayagüez, Puerto Rico, 21 de gener del 1901) va ser músic, compositor, tenor i coautor el 1867-68 de La Borinqueña, l'himne de Puerto Rico.

## Biografia
El 1828 marxà a Cuba per eludir el servei militar, encara així, alguns articles esmenten que en realitat va ser exiliat d'Espanya a causa de les seves idees polítiques de tendència republicana. Endebades, Astol va ser forçat a allistar-se, i ingressà a la banda de música d'un dels batallons amb base a l'Havana. Un cop llicenciat, trobà feina fent papers de tenor en una companyia d'òpera que actuava al teatre Tacón; sembla que va fer una gira per Puerto Rico pel 1840, per tornar seguidament a Cuba, on vivia. Segons Emilio J. Pasarell, Astol arribà a Puerto Rico procedent de Santiago de Cuba a finals del mes d'abril o principis de maig del 1842, amb la companyia d'òpera italiana que dirigia, i de la qual era mestre concertador, Stefano Busatti; i al Libro de bautismos de 1843 de la catedral de Sant Joan Bautista hi apareix la inscripció d'Eugenio, fill de Félix Astol Artés, natural de Reus, i de Ramona Figueras, de San Juan de Puerto Rico.
Es documenta que el 1848 cantà el paper d'Edgardo a l'òpera Lucia di Lammermoor que la companyia de Stefano Busatti presentà a la capital porto-riquenya. Referent-s'hi, el crític de El Boletín Mercantil va publicar que Astol havia progressat força en la carrera lírica des que l'havia sentit el 1842 fent de ''Capo di cori''. Quan la companyia Busatti plegà, es traslladà a Mayagüez, i hi fundà una companyia de comèdies (la Compañía Dramática Astol).
Fèlix Astol va ser autor de diverses peces de música popular, però la composició que li donà més fama va ser la dansa Bellísima trigueña (1867), una cançó d'amor. Aquesta tingué versions per tot Llatinoamèrica: a Cuba rebé el títol de Mi amor, al Brasil Encantadora infancia, al Perú tingué dues adaptacions, una de les quals Bellísima peruana; a Haití es ballava com a merengue, i també fou molt coneguda a Veneçuela.
Astol va dedicar els seus últims anys a compondre cançons, tocar la guitarra, a escriure versos i a participar en produccions locals i de companyies visitants. Desafortunadament, la major part de la seva producció musical s'ha perdut.
El seu fill, Eugenio Astol Figueras (1843-1904), va ser baríton, es va casar amb l'actriu Ana Busatti, actuà per tot Amèrica (a Curaçao el 1865, a Manatí el 1881, i força temps al Perú) i fundà diverses companyies de teatre a Puerto Rico. El seu net, Eugenio Astol Busatti (1868-1948), va assolir consideració com a periodista i conferenciant porto-riqueny.

## La Borinqueña
La versió de Bellísima trigueña que més s'ha popularitzat va ser La Borinqueña, esdevingut himne oficial de Puerto Rico. La música original del 1867 va servir de fons a uns versos de caràcter revolucionari de Lola Rodríguez de Lio, que el 1868 substituí la lletra original per a fer-ne un cant de protesta i reivindicació. Encara que de primeres se'n va prohibir la interpretació, el poble va continuar cantant-la i acabà per esdevenir un himne popular. El 1905 la lletra de Rodríguez de Lio va ser canviada per Manuel Fernández Juncos, i la música fou retocada per Braulio Dueño Colón. No obstant això, no va ser sinó el 1952 quan, per decret, es va adoptar oficialment com a himne nacional.

## Lletra deBellísima trigueña
Bellísima trigueña
imagen del candor
del jardín de Borinquen
pura y fragante flor.
Por ti se queda extático
todo el mortal que ve
tu aire gentil, simpático
tu breve y lindo pie.
Cuando te asomas a tu balcón
la luz se eclipsa del mismo sol
la luz se eclipsa del mismo sol
Porque tus negros ojos
dos rayos son,
que al que los mira, niña
abrásanle el corazón
Tú galana descuellas
entre las flores mil
que adornan primorosas
el tropical pensil
En torno a ti
el céfiro se mueve sin cesar,
el colibrí solícito
te viene a acariciar
Linda trigueña mi dulce bien,
eres la perla de Borinquen
¡Oh!, Oh!, ¡Oh!
Apiádate, tierra de mi dolor,
que por ti me muero
me muero de inmenso amor
de inmenso amor, de inmenso amor